# Artal II de Luna
Artal II de Luna (m. 1289) fue un caballero aragonés del linaje de los Luna, de la rama Ferrench de Luna, hijo de  Artal de Luna y de María Fernández.

## Biografía
Era hijo de Artal I de Luna, V señor de Luna, y de su esposa María Fernández, y hermano de Lope Ferrench III de Luna, VII señor de Luna, y de Alamán de Luna.
Fue el VI señor de Luna en calidad de tenente.
Contrajo un primer matrimonio con Galbors de Moncada, de quien no hubo descendencia.
Su segundo matrimonio fue con María Lehet, de quien tuvo a: 
- Urraca Artal de Luna, esposa de Pedro Cornel.[1]

En su testamento otorgado en 1289, menciona a siete hijos ilegítimos, entre ellos Lope Sánchez de Luna, señor de Embún.
Le sucedido su hermano Lope Ferrench III de Luna en la tenencia de Luna.